# Dolní Řasnice
Dolní Řasnice är en ort i Tjeckien. Den ligger i den norra delen av landet, 110 km nordost om huvudstaden Prag. Dolní Řasnice ligger 360 meter över havet och antalet invånare är 519.
Terrängen runt Dolní Řasnice är platt åt nordväst, men åt sydost är den kuperad.Runt Dolní Řasnice är det ganska glesbefolkat, med 43 invånare per kvadratkilometer. Närmaste större samhälle är Nové Město pod Smrkem, 4,8 km sydost om Dolní Řasnice. I omgivningarna runt Dolní Řasnice växer i huvudsak blandskog.